# Landgericht Windsheim
Das Landgericht Windsheim war ein von 1812 bis 1879 bestehendes bayerisches Landgericht älterer Ordnung mit Sitz in Windsheim im heutigen Landkreis Neustadt an der Aisch-Bad Windsheim.
1812 wurde im Verlauf der Verwaltungsneugliederung Bayerns das Landgericht Windsheim errichtet. Dieses wurde dem Rezatkreis zugeschlagen. 1862 wurde die Verwaltung vom Bezirksamt Windsheim übernommen und 1879 die Gerichtsbarkeit vom Amtsgericht Windsheim.

## Lage
Das Landgericht Windsheim grenzte im Süden an das Landgericht Leutershausen, im Südosten an das Landgericht Ansbach, im Osten an das Landgericht Markt Erlbach, im Nordosten an das Neustadt, im Norden an das Landgericht Markt Bibart und im Westen an das Landgericht Uffenheim.

## Struktur

### Steuerdistrikte
Im Rahmen des Gemeindeedikts wurde im Jahr 1811 das Landgericht in 11 Steuerdistrikte untergliedert, die dem Rentamt Ipsheim unterstanden. 1817 entstanden Ruralgemeinden, die deckungsgleich mit den Steuerdistrikten waren:
- Altheim mit Dottenheim, Hausenhof, Oberdachsbach, Obernesselbach, Schormühle und Walddachsbach;
- Bergel mit Birkach, Burghausen, Hornau, Poppenbach und Preuntsfelden;
- Burgbernheim mit Aumühle, Bergtshofen, Erlmühle, Gallmersgarten, Hagenmühle, Hilpertshof, Hochbach und Wildbad;
- Ipsheim mit Bühlberg, Eichelberg, Eichmühle, Hoheneck, Holzhausen, Mailheim, Mäusberg, Oberndorf und Weimersheim;
- Kaubenheim mit Berolzheim, Nundorfermühle, Rehhof und Rüdisbronn;
- Külsheim mit Erkenbrechtshofen, Humprechtsau, Oberntief und Unterntief;
- Lenkersheim;
- Schwebheim mit Aisch-, Eisen- und Gackenmühle, Illesheim und Ottenhofen;
- Sugenheim mit Deutenheim, Dutzenthal, Ezelheim, Hürfeld, Rüdern;
- Westheim mit Penleinsmühle, Sontheim und Urfersheim;
- Windsheim mit Kleinwindsheimermühle, Mittelmühle, Neumühle und Obermühle und Walkmühle.

### Ruralgemeinden
Mit dem Zweiten Gemeindeedikt (1818) erhielten die Ruralgemeinden mehr Befugnisse. Zugleich wurden die meisten bis dahin bestehenden Ruralgemeinden aufgeteilt, so dass es schließlich 30 Ruralgemeinden gab:
- Altheim mit Hausenhof und Schormühle;
- Bergel;
- Berolzheim;
- Burghausen;
- Burgbernheim mit Aumühle, Erlmühle, Hagenmühle, Hilpertshof, Hochbach und Wildbad;
- Deutenheim mit Dutzenthal;
- Dottenheim;
- Eichelberg mit Bühlberg, Hoheneck und Holzhausen;
- Ezelheim;
- Gallmersgarten mit Bergtshofen;
- Humprechtsau;
- Illesheim mit Aisch-, Eisen- und Gackenmühle;
- Ipsheim mit Eichmühle;
- Kaubenheim mit Nundorfermühle;
- Külsheim mit Erkenbrechtshofen;
- Lenkersheim;
- Mailheim mit Mäusberg und Weimersheim;
- Oberndorf;
- Obernesselbach;
- Oberntief und Unterntief;
- Ottenhofen;
- Poppenbach;
- Preuntsfelden mit Birkach und Hornau;
- Rüdisbronn mit Rehhof;
- Schwebheim;
- Sugenheim mit Hürfeld und Rüdern;
- Urfersheim;
- Walddachsbach mit Oberdachsbach;
- Westheim mit Penleinsmühle und Sontheim;
- Windsheim mit Kleinwindsheimermühle, Mittelmühle, Neumühle und Obermühle und Walkmühle.

### Weitere Entwicklung
Bereits am 1. Oktober 1821 kamen folgende Steuerdistrikte und Ruralgemeinden vom Landgericht Ansbach ans Landgericht Windsheim:
- Buch mit Bucher Mühle, Fröschendorf, Fröschendorfer Mühle, Merzbach, Schußbach, Steinbach, Steinbacher Mühle;
- Ickelheim mit Linkenmühle und Wasenmühle;
- Oberaltenbernheim mit Brachbach, Breitenau, Esbach, Rappenau und Veitsmühle;
- Unteraltenbernheim mit Binsmühle, Hechelbach, Hörhof, Limbach, Schafhof und Wimmelbach.

Am 1. April 1832 wurden die Ruralgemeinden Burghausen und Poppenbach ans Landgericht Leutershausen abgegeben.
Am 3. Juli 1838 wurden die Ruralgemeinden Deutenheim, Ezelheim und Sugenheim ans Landgericht Markt Bibart abgegeben.
1840 hatte das Landgericht Windsheim eine Fläche von 4 Quadratmeilen (≈ 224 km²) und 15201 Einwohner. Es gab 77 Ortschaften (1 Stadt, 4 Märkte, 13 Pfarrdörfer, 2 Kirchdörfer, 16 Dörfer, 13 Weiler und 28 Einöden) und 29 Gemeinden (1 Magistrat 2. Klasse, 2 Magistrate 3. Klasse und 26 Landgemeinden).